# خان باغی (خنج)
خان باغی (خنج)، روستایی از توابع بخش محمله شهرستان خنج در استان فارس ایران است.

## جمعیت
این روستا در دهستان باغان قرار دارد و براساس سرشماری مرکز آمار ایران در سال ۱۳۸۵، جمعیت آن ۸ نفر (۵خانوار) بوده‌است.